# Russell Square (metropolitana di Londra)

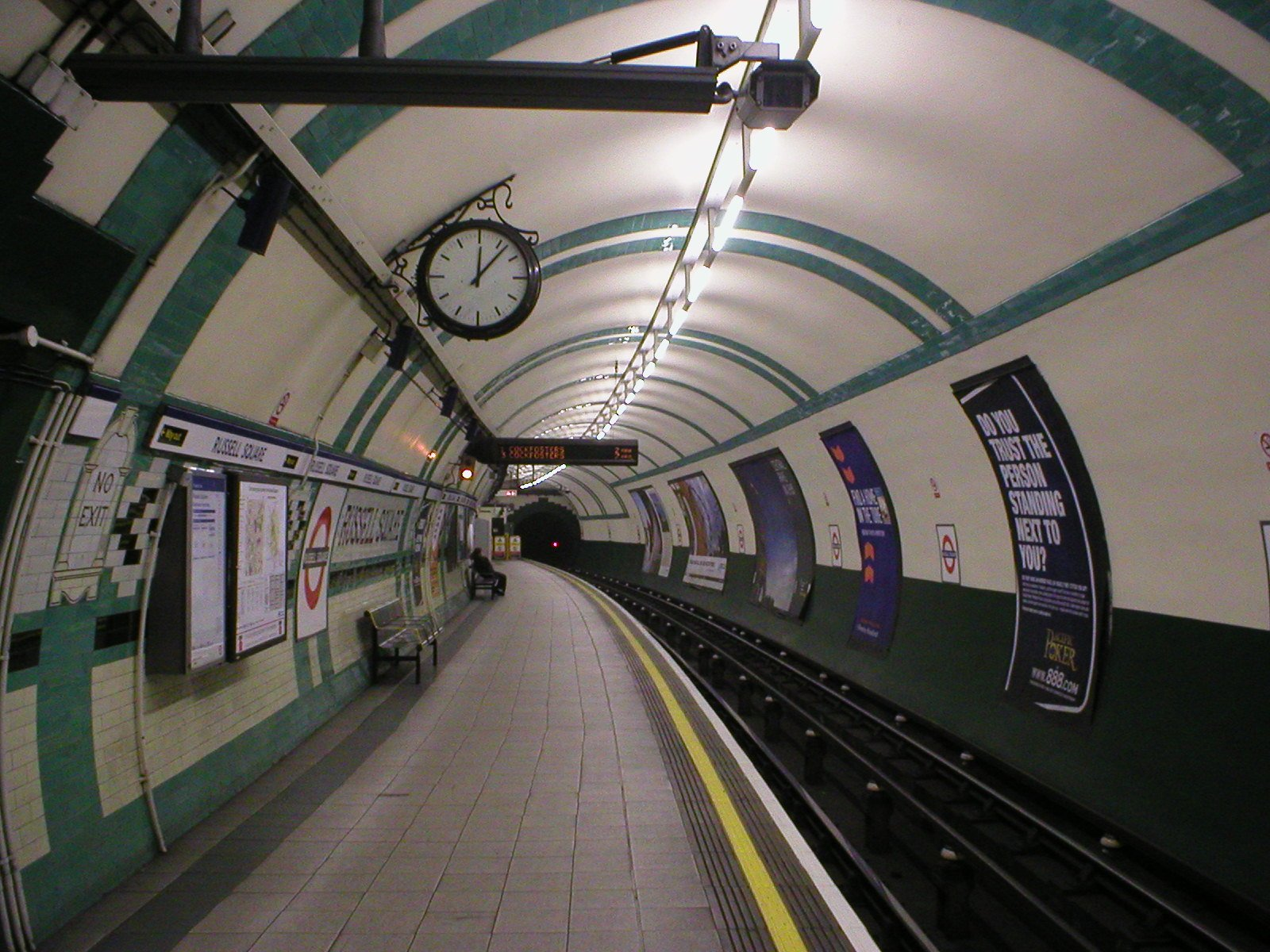
Binario della stazione

Russell Square è una stazione della linea Piccadilly della metropolitana di Londra.
A dispetto delle dimensioni ridotte della stazione, Russell Square è una stazione molto affollata, essendo usata sia dai lavoratori che dai turisti che alloggiano in uno dei numerosi alberghi del quartiere. Inoltre, la stazione non è lontana dal British Museum, la sede centrale dell'università di Londra, dal Great Ormond Street Hospital e da Russell Square, da cui, tra l'altro la stazione prende il nome.

## Storia
La stazione, disegnata dall'architetto Leslie Green, è stata aperta dalla società Great Northern, Piccadilly and Brompton Railway nel dicembre del 1906.

### Attentati del luglio 2005

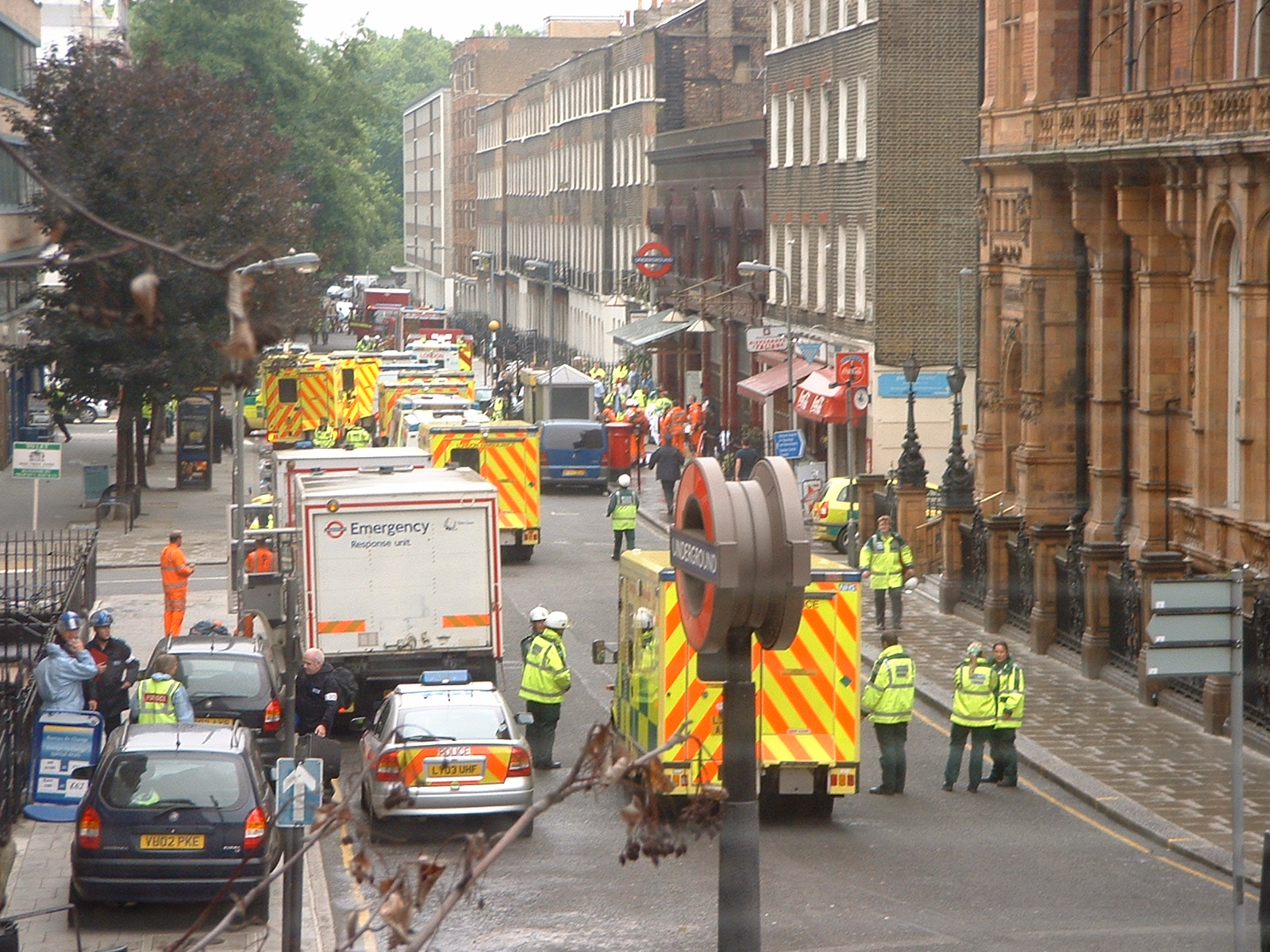
I soccorsi a seguito dell'attentato in Bernard Street

Il 7 luglio 2005, in un attacco bomba coordinato, un'esplosione in un treno che viaggiava tra King's Cross St. Pancras e Russell Square ha causato la morte di ventisei persone, quasi la metà del totale dei morti dovuti a quell'attacco terroristico, e anche il danneggiamento del tunnel.
Questa esplosione è stata l'ultima delle tre bombe esplose durante l'attacco nella metropolitana, anche se, tuttavia, un'altra bomba sarebbe esplosa più tardi su un autobus della linea 30, a 480 metri di distanza dalla stazione di Russell Square.

## Strutture e impianti
La stazione di Russell Square è situata in Bernard Street, poco distante dalla piazza dalla quale prende il nome, Russell Square. È dotata di tre ascensori, ma non di scale mobili. I binari possono anche essere raggiunti utilizzando una scala a chiocciola con 175 scalini.
La stazione è un monumento classificato di grado II.
Russell Square è compresa nella Travelcard Zone 1.

## Interscambi
Nelle vicinanze della stazione effettuano fermata numerose linee urbane automobilistiche, gestite da London Buses.
- Fermata autobus